# Alekszandr Viktorovics Kosztoglod
Alekszandr Viktorovics Kosztoglod (oroszul: Александр Викторович Костоглод) (Rosztov, 1974. május 31. –) orosz síkvízi kenus, többszörös világbajnok, olimpiai ezüst- és bronzérmes.